# Ерёмино (Щёлковский район)
Ерёмино — деревня в Щёлковском районе Московской области России, входит в состав городского поселения Фряново. Население — 164 чел. (2010).

## География
Деревня Ерёмино расположена на северо-востоке Московской области, в северо-восточной части Щёлковского района, недалеко от границы с Владимирской областью, примерно в 53 км к северо-востоку от Московской кольцевой автодороги и 38 км к северо-востоку от одноимённой железнодорожной станции города Щёлково, по левому берегу реки Ширенки бассейна Клязьмы.
В 5,5 км северо-восточнее деревни проходит Московское большое кольцо А108, в 4 км к западу — Фряновское шоссе Р110, в 17 км к юго-западу — Московское малое кольцо А107, в 28 км к югу — Горьковское шоссе М7. Ближайшие населённые пункты — деревни Ескино и Могутово.
В деревне две улицы — Зелёная и Парковая; приписано девять садоводческих товариществ (СНТ).
Связана автобусным сообщением с рабочим посёлком Фряново.

## Население
| 1852 | 1859 | 1869 | 1886 | 1899 | 1926 | 2002 |
| ---- | ---- | ---- | ---- | ---- | ---- | ---- |
| 325  | ↗345 | ↘326 | ↗358 | ↘156 | ↗546 | ↘157 |
| 2006 | 2010 |      |      |      |      |      |
| ↗164 | →164 |      |      |      |      |      |

## История
В середине XIX века относилась ко 2-му стану Богородского уезда Московской губернии, в деревне было 36 дворов, крестьян 163 души мужского пола и 162 души женского.
В «Списке населённых мест» 1862 года — казённая деревня 2-го стана Богородского уезда Московской губернии по левую сторону Стромынского тракта (из Москвы в Киржач), в 34 верстах от уездного города и 35 верстах от становой квартиры, при реке Шаренке, с 34 дворами, фабричным заведением и 345 жителями (160 мужчин, 185 женщин).
По данным на 1869 год — деревня Аксёновской волости 3-го стана Богородского уезда с 64 дворами, 66 деревянными домами и 326 жителями (145 мужчин, 181 женщина), из которых 22 грамотных. При деревне были хлебный запасный магазин, два питейных дома, заведение по выделке обёрточной бумаги и политуры, мукомольная мельница, два шёлковоткацких и три полушерстяных заведения. Имелось 48 лошадей, 68 единиц рогатого и 14 единиц мелкого скота.
В 1913 году — 67 дворов и церковно-приходская школа.
По материалам Всесоюзной переписи населения 1926 года — центр Ерёминского сельсовета Аксёновской волости Богородского уезда в 4 км от Фряновского шоссе и 36 км от станции Богородск Нижегородской железной дороги, проживало 546 жителей (255 мужчин, 291 женщина), насчитывалось 103 хозяйства (94 крестьянских), имелась школа 1-й ступени.
С 1929 года — населённый пункт Московской области в составе:
- Ерёминского сельсовета Щёлковского района (1929—1954)[18],
- Рязанцевского сельсовета Щёлковского района (1954—1959, 1960—1963, 1965—1994)[19][20][21],
- Рязанцевского сельсовета Балашихинского района (1959—1960)[19][22],
- Рязанцевского сельсовета Мытищинского укрупнённого сельского района (1963—1965)[23],
- Рязанцевского сельского округа Щёлковского района (1994—2006, адм. центр)[21],
- городского поселения Фряново Щёлковского муниципального района (2006 — н. в.)[24][25].

## Русская православная церковь
Часовня. Деревянная постройка XIX века. Была приписана к церкви в Рязанцах. Не закрывалась, поддерживается в порядке.